# Islamic Republic of Iran Broadcasting
Islamic Republic of Iran Broadcasting (IRIB; pers. ‏سازمان صداوسیمای جمهوری اسلامی ایران‎) – irański nadawca publiczny radiowo-telewizyjny.

## Historia
Oficjalne rozpoczęcia nadawania miało miejsce 24 kwietnia 1940 wówczas jako radio. Spółka powstała z inicjatywy Mohammada Reza Pahlawi. Telewizja natomiast została uruchomiona 21 marca 1967 roku.
W 2022 nadawca został objęty sankcjami przez Unię Europejską.
16 czerwca 2025 podczas izraelskich ataków na Iran siedziba telewizji została uderzona pociskiem z drona, co skutkowało przerwaniem nadawania.

## Kanały telewizyjne
- IRIB TV1(inne języki)
- IRIB TV2(inne języki)
- IRIB TV3(inne języki)
- IRIB TV4(inne języki)
- IRIB TV5(inne języki)
- IRINN(inne języki)
- Press TV(inne języki)